# Zygomolgus dentatus
Zygomolgus dentatus is een eenoogkreeftjessoort uit de familie van de Lichomolgidae. De wetenschappelijke naam van de soort is voor het eerst geldig gepubliceerd in 2006 door Kim I.H..